# السياحة في إسرائيل

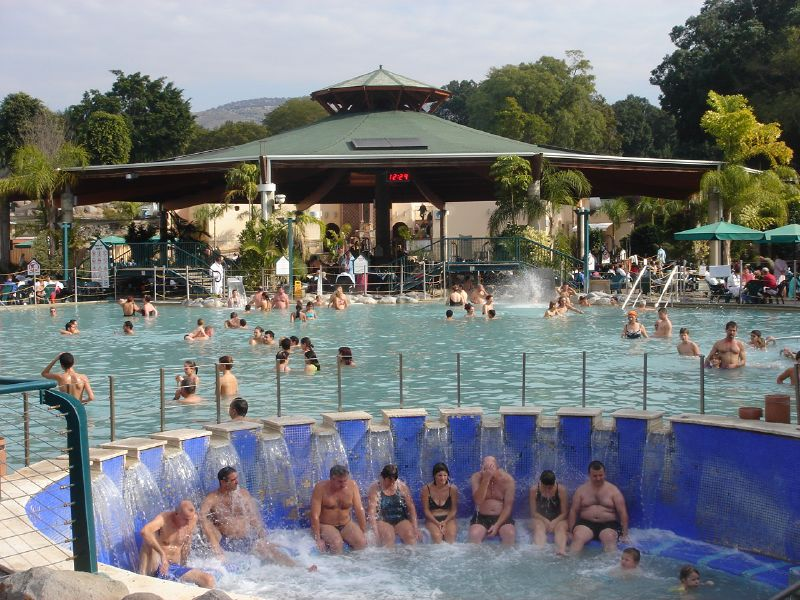
الحمة السورية

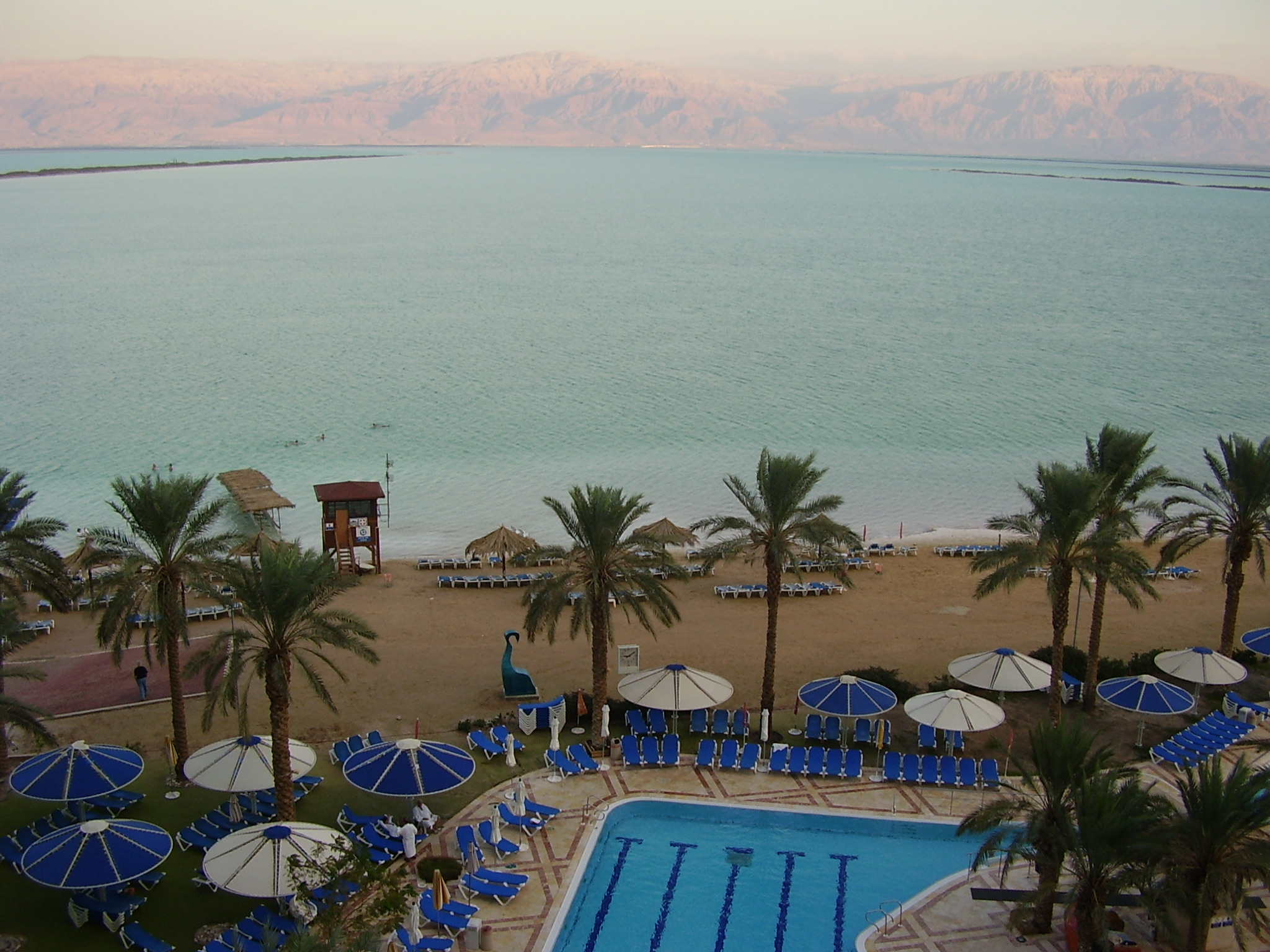
البحر الميت

السياحة في إسرائيل هي مصدر دخل كبير في إسرائيل، حَيثُ زارها 3.54 مليون سائح في سنة 2013، وإسرائيل فيها الكثير من المواقع الأثرية الدينية ومصايف شاطئية. المعالم الدينية في إسرائيل هي مقدسة في الديانات اليهودية والمسيحية والإسلامية والبهائية، 18% من السواح الذين يزورون إسرائيل هُم من الولايات المتحدة وثم تَتبَعُها دول روسيا وفرنسا وألمانيا والمملكة المتحدة وإيطاليا وأوكرانيا وبولندا واليونان وكندا وهولندا وإسبانيا.

## المعالم السياحية
في القدس الغربية يوجد هناك المستعمرة الألمانية والمعابد الجماعية و كذلك ياد فاشيم وهو متحف يستذكر الهولوكوست وكذلك عين كارم مكان مولد يوحنا المعمدان وهو واحد من أكثر 4 مناطق يزورُها المسيحيين في إسرائيل ويوجد أيضا البحر الميت.
وفي مدينة صفد تتواجد هناك قبالة وهناك أيضاً قبر شمعون بار يوشاي بالقرب ميرون، وفي مدينة عكا توجد هناك المدينة القديمة والتي يتواجد بها غرفة الفُرسان وكذلك ضريح بهاء الدين والذي يُعَدُ من أقدس رموز الديانة البهائية.
وفي مدينة حيفا يتواجد هناك جبل الكرمل وضريح الباب وحدائق البهائيين والمركز البهائي العالمي وستيلا ماريس ويتواجد هناك ضريح الجنود الفرنسيين لنابليون بونابرت الذي حاول غزو فلسطين وتل شكمونة وكهف إلياس.
في مدينة الناصرة وهي من المدن ذات الغالبية العربية وهي عاصمة العرب داخل إسرائيل وتعد من المدن المقدسة عند المسيحيين حيث عاش المسيح أكثر حياته هناك وتتواجد هُناك كنيسة البشارة للاتين.
وفي طبريا وهي واحدة من أربعة مدن مقدسة في الديانة اليهودية ويتواجد هناك كاتدرائية القديس بطرس والذي كان بيت بطرس هُناك أحد تلاميذ المسيح في كفرناحوم وكذلك الطابغة.
وفي مدينة بئر السبع الموجودة في صحراء النقب إحدى المناطق التي استقر فيها النبي إبراهيم ويوجد هناك أيضاً وادي الرمان وطريق البخور.